# Нели Ифандиева
Нели Георгиева Ифандиева е българска телевизионна водеща и продуцентка.

## Биография
Нели Ифандиева е родена на 22 февруари 1975 година. Дъщеря е на известния журналист, писател и телевизионен водещ Георги Ифандиев. Започва да се занимава с телевизия през 1997 г., когато е поканена от основателя на първата българска музикална телевизия „ММ“ Вихрен Карайчев за водеща на новата медия. Дълго време Нели, както е позната сред младежката аудитория на тази телевизия, е единственото ѝ лице. Тя кани в медията водещи като Кирил Божилов-Кико, Роро, Ина Григорова, Стоян Михалев и др. Впоследствие Ифандиева води телевизионното състезание „Нота бене“ по Канал 1, както и програма в bTV. Известно време продуцира записи на музика за чуждестранни филми. Днес се занимава с продуценство в областта на киното, телевизията и рекламата. Тя е свързана с най-новите документални продукции на телевизия BBC, създавани в България.